# François-Cyrille Grange
François-Cyrille Grange (Valloire, 11 de març del 1983) és un esquiador francès que competí durant la dècada del 2000.
Conegut mundialment per la seva participació en els Jocs Olímpics d'Hivern de 1992 realitzats a Albertville, on a l'edat de 8 anys i juntament amb Michel Platini, fou l'encarregat d'encendre el peveter olímpic durant la Cerimònia d'Obertura dels Jocs.
A la dècada del 2000 es dedicà a l'esquí alpí, si bé la seva millor posició fou una 21è lloc en un eslàlom gegant realitzat al seu país.